# Calliphora aruspex
Calliphora aruspex är en tvåvingeart som beskrevs av Mario Bezzi 1927. Calliphora aruspex ingår i släktet Calliphora och familjen spyflugor.
Artens utbredningsområde är Vanuatu. Inga underarter finns listade i Catalogue of Life.